# Frederick Deryl Bradley
Pour les articles homonymes, voir Frederick Bradley et Bradley.
Frederick Deryl "Fred" Bradley (né le 17 septembre 1949) est un homme politique canadien de l'Alberta. Il est député provincial progressiste-conservateur de la circonscription albertaine de Pincher Creek-Crowsnest (en) de 1975 à 1993. Il est ministre dans les cabinets des premiers ministres Peter Lougheed et Don Getty.

## Biographie
Né à Blairmore en Alberta, Bradley est élu député en 1975. Réélu en 1982, en 1986 et en 1989, il ne se représente pas en 1993. 
Bradley est nommé ministre du nouveau ministère de l'Environnement dans la cabinet de Peter Lougheed en 1982. Il conserve ce ministère après le remplacement de Lougheed par Don Getty au poste de premier ministre.
Il est nommé au conseil d'administration de l'Association des anciens députés provinciaux de l'Alberta par le président Ken Kowalski (en).